# Баліс Сруоґа
Балі́с Сруо́ґа (лит. Balys Sruoga; 21 січня (2 лютого) 1896 — 16 жовтня 1947) — литовський прозаїк, літературний критик, літературознавець, театрознавець, драматург, публіцист, перекладач, есеїст; доктор філософських наук (1924).

## Біографія
Народився в селі Байбокай Паневежиського повіту Ковенської губернії (нині Біржайський район). Навчався в реальній гімназії в Паневежисі, потім вступив до Лісового інституту в Петрограді (1914), пізніше вивчав літературу на історико-філологічному факультеті Петроградського і Московського університетів (1916—1918). Познайомився з Юрґісом Балтрушайтісом.
У 1918 році повернувся в Литву.
Один із ініціаторів створення сатиричного театру «Вілколакіс» (1919—1925).
У 1921—1924 роках навчався в Мюнхенському унвверситеті. З 1924 року викладав у Литовському університеті в Каунасі (який з 1930 року називався Університетом Вітаутаса Великого), курс історії театру, вів семінар з театрознавства. Професор Університету Вітаутаса Великого (з 1932). В 1940—1943 роках і після Другої Світової війни (1945—1947) викладав у Вільнюському університеті.
У 1943—1945 роках — в'язень німецького концтабору «Штутгоф». Жінка письменника, історик Ванда Даугірдайте-Сруогене (1899—1997) в 1944 році, з наближенням радянських військ до Литви, виїхала на Захід; померла у Сполучених Штатах.
Помер Баліс Сруога незабаром після війни, в 1947 році, у Вільнюсі. Похований на вільнюському цвинтарі Расу. Томас Венцлова писав про нього:
|  | Сруога потрапив до німецького концтабору, звідки повернувся у Вільнюс. Встиг написати книгу про табір, достатньо сильну, цинічну, яка дещо нагадує за тоном Боровського. На письменницьких зборах один із росіян сказав буквально наступне: німці, мабуть, мали рацію, тримаючи таких людей в концтаборах. Сруоґа був вражений і незабаром після цих зборів помер. |

Ув'язненню у Штутгофі присвячена книга «Ліс богів» («Dievų miškas»).

## Творчість
З 1911 друкувався у журналі для учнів «Аушріне» («Aušrinė»), газеті «Рігос науєнос» («Rygos naujienos») та інших періодичних виданнях кореспонденції, статті і вірші, в яких наслідував Майроніса і литовські народні пісні. У збірках віршів «Сонце і пісок» (1920), «Стежками богів» (1923) переважають напівтони і емоційна безпосередність. В історичних драмах «В тіні велетня» (1932), «Страшна ноі» (1935), «Радвіла Перкунас» (1935), «Доля передсвітанкова» (1945), «Казимір Сапега» (1947) вимальовуються долі литовського народу в поворотні моменти історії. Залишилась незавершеною розпочата після війни п'єса про Варвару Радзивілл.
Перекладав литовською мовою Юрґіса Балтрушайтіса, Шарля Бодлера і Поля Верлена, Генріха Гейне і Новаліса.
Переклав литовською мовою твір старої української літератури — «Слово о полку Ігоревім».
Написана в іронічному ключі мемуарна книга про Штутгофе «Ліс богів» (написана в 1945 році, опублікована в 1957 році) розкриває трагізм знелюднілості людини; перекладена багатьма мовами.
Праці Сруоґи про театр заклали основу литовського театрознавства.

## Видання
- Raštai. 17 tomų. Vilnius: Alma littera, 1996 (Твори).
- Balys Sruoga: rinktinė. Kaunas: Valstybinė pedagoginės literatūros leidykla, 1958 (Вибране).
- Rinktinė. Kaunas, 1959 (Вибране).
- Rinktinė. Kaunas, 1960 (Вибране).

### Дебютна книга
- Deivė iš ežero: Svanetų žemės legenda. Vilnius, 1919.

### Збірки поезій
- Saulė ir smiltys: aidijos, giesmės, poemos. 1920.
- Dievų takais. Klaipėda; Tilžė: Rytas, 1923.
- Bangų viršūnės: eilėraščiai. Vilnius, 1966.
- Į mėlynus tolius: eilėraščių rinkinys. Vilnius: Vaga, 1981.

### П'єси
- Milžino paunksmė: trilogiška istorijos kronika. Kaunas: Tulpė, 1932 (повторні видання: 2-asis leidimas. Chicago: Terra, 1954; Montreal: Monrealio lietuvių dramos teatras, 1960; Vilnius: Baltos lankos, 1995; Vilnius: Baltos lankos, 1996; Vilnius: Baltos lankos, 1999).
- Aitvaras teisėjas: pjesė. Kaunas: Sakalas, 1935 (повторні видання: Panevėžys, 1938; Aitvaras teisėjas: pjesė ir poemos. Vilnius: Vyturys, 1987).
- Baisioji naktis: drama. Kaunas: Sakalas, 1935.
- Radvila Perkūnas: muzikinė pjesė. Kaunas, 1935.
- Kazimieras Sapiega: istoriška kronika. Chicago: Terra, 1944 (повторні видання: Kaunas: Valstybinė grožinės literatūros leidykla, 1947).
- Apyaušrio dalia. Kaunas, 1945.
- Vytis ir kryžius: pjesė. Kaunas, 1988.
- Kas bus, kas nebus, bet žemaitis nepražus: kaip Jonis Mažrimukas 1812 metais iš Viekšnių Kaunan nusikraustė ir Napoleoną regėjo — ir kas iš to išėjo. Kaunas, 1937 (повторні видання: 2-asis leidimas. Chicago: Terra, 1955).
- Giesmė apie Gediminą: gražiajam jaunimėliui. Kaunas: Sakalas, 1938 (повторні видання: Chicago: Terra, 1952; Giesmė apie Gediminą: gražiajam jaunimėliui. Chicago: M. Morkūnas, 1982; Giesmė apie Gediminą. Vilnius: Vyturys, 1993).

### Ліс Богів
- Ліс богів (лит. Dievų miškas): atsiminimai, Vilnius: Valstybinė grožinės literatūros leidykla, 1957, 494 с, [9] ілюстр. л. (Sruoga B. Raštai, t. 5). [1] (перевидання: Chicago (Ill.): Terra, 1957, 482, [4] с.: портр.; Vilnius: Valstybinė grožinės literatūros leidykla, 1960, 534 с.: ілюстр.; Vilnius: Vaga, 1971, 422 с; Vilnius: Vaga, 1976, 426, [1] c.; Kaunas: Šviesa, 1979, 319, [1] с.; Vilnius: Vaga, 1985, 252 с; Vilnius: Žaltvykslė, 2005, 171, [1] с. (уривки для школи); Vilnius: Lietuvos aklųjų b-ka, 2005, 1 аудіо-диск (13 год. 5 хв.): запис у форматі MP3 (або 3 аудіо-диски (13 год. 5 хв.): запис у форматі WAV)).
- Forest of the Gods: memoirs / translation from Lithuanian into English by Aušrinė Byla, Vilnius: Vaga, 1996, 339, [3] p.
- Forest of the Gods: a few chapters from the English translation of «Dievų Miškas» written by the celebrated Lithuanian author Balys Sruoga (1896—1947) / translated by Aušrinė Byla, Lituanus, Winter 1974, vol. 20, No.4.
- 2 rev. ed. Vilnius: Versus aureus, 2005, 462, [2] с.

Екранізація: Ліс богів (лит. Dievų miškas (filmas)), 2005, виробництво Литва — Велика Британія, UAB Baltijos filmų grupė («Baltic Film Group»); 110 хвилин, кольоровий, 35 мм. Мова: литовська; субтитри: англійські. [2]
Актори: Steven Berkoff, Valentinas Masalskis, Liubomiras Laucevičius, Rolandas Boravskis, Šarūnas Puidokas, Robertas Urbonas, Saulius Mykolaitis, Monika Bičiūnaitė.
Режисер: Альгімантас Пуйпа (лит. Algimantas Puipa), сценаристи: Algimantas Puipa, Ričardas Gavelis.

### Критика, літературознавство, театрознавство
- Dainų poetikos etiudai. Kaunas: Humanitarinių mokslų fakultetas, 1927.
- Kipras Petrauskas. Kaunas, 1929.
- Lietuvių teatras Peterburge: lietuvių teatro istorijos medžiaga. Kaunas: Humanitarinių mokslų fakultetas, 1930.
- Šarūnas valstybės teatre. Kaunas: Tulpė, 1930.
- Rusų literatūros istorija. 2 tomai. Kaunas: Humanitarinių mokslų fakultetas, 1931—1932.
- Lietuvių liaudies dainų rinktinė. Kaunas: Valstybinė grožinės literatūros leidykla, 1949.
- Verpetai ir užuovėjos. Vilnius: Vaga, 1990.

## Пам'ять
В Каунасі вулиця, на якій письменник і Ванда Даугірдайте-Сруогене в 1938 році збудували оселю, в 1956 році була названа іменем Баліса Сруоґи. Вулиця Баліса Сруоґи з 1988 року є в Бірштонасі. В 1966 році на будинку, в якому подружня пара прожила в Каунасі до 1940 року (B. Sruogos g. 21) була встановлена меморіальна плита, а в будинку віткритий філіал Каунаської публічної бібліотеки і меморіальний музей Баліса Сруоґи. В 1993 році музей став філіалом Музею литовської літератури імені Майроніса, з 1997 року носить назву Меморіального будинку-музею Баліса і Ванди Сруоґи. В 2007 році на будинку була оновлена меморіальна дошка.
На стіні будинку у Вільнюсі на вулиці Тауро (Tauro g. 10), в якому письменник жив в 1940—1943 і 1945—1947 роках, в 1992 році встановлена меморіальна дошка. Ім'я Баліса Сруоґи носить одна із аудиторій філологічного факультету Вільнюського університету. У вестибюлі філологічного факультету серед фігур відомих викладачів університету зображений письменник (зграффіто Рімантаса Гібавічюса; 1990).